# Vincenzo Rustici
Pour les articles homonymes, voir Rustici.
Vincenzo Rustici (Sienne, 1556-1632) est un peintre italien de l'école siennoise, actif à la fin du XVIe  et au début du  XVIIe siècle.

## Biographie
Vincenzo Rustici fut un élève de Alessandro Casolani dont il termina un tableau pour la Basilique Saint-François (Sienne).
Plusieurs de ses œuvres révèlent une influence flamande (scènes d'extérieurs comportant des foules nombreuses) comme les deux tableaux conservés dans les collections de la Monte dei Paschi de Sienne, qui exposent  des fêtes  comportant de nombreux détails (inspirés par les récits de Cecchinoí y ayant assisté en 1546).

## Œuvres
- Vierge à l'Enfant et le petit saint Jean,
- Collections Monte dei Paschi, Sienne :
  - Les Caccie dei tori [2],[3] (1585), Sala del Palio,
  - La Sfilata delle Contrade (Parade des Contrades à Sienne du 15 août 1546), Sala del Palio,
  - Madonna col Bambino, San Giuseppe (?), Santa Caterina da Siena, Santa Maria Maddalena, San Francesco, attribution probable
- Madonna del Rosario, église San Simeone, Rocca d'Orcia[4].